# Piszanka múzeum
A Piszanka múzeum (ukránul: Музей писанки [Muzej piszanki]) hímes tojásokat bemutató népművészeti múzeum Ukrajna nyugati részén, az Ivano-frankivszki területen fekvő Kolomija városában, mely a környező Huculfölddel az ukrán hímestojás (piszanka) készítése egyik központjának számít.
A múzeumot 2000-ben, a 10. Nemzetközi Hucul Fesztivál idején nyitották meg, de a gyűjtemény már korábban is létezett a Huculföldi Népművészeti Múzeum részeként és előtte egy templomépületben volt kiállítva. A világ egyetlen hímestojásokkal foglalkozó múzeuma, mely főként az egyes ukrajnai régiók hímestojásait mutatja be, de mellettük külföldről származó húsvéti tojások is találhatók. A múzeum összesen kb. 6000 db hímestojással rendelkezik. 2012-től magyarországi hímestojások is találhatók a gyűjteményében.
A kiállítás koncepcióját Jaroszlav Tkacsuk, a múzeum igazgatója dolgozta ki, az építmény terveit pedig Vaszil Andrusko és Miroszlav Jaszinszkij kolomijai művészek készítették.
A múzeum épületének központi része egy ukrán húsvéti hímestojást (piszanka) formál, melynek magassága 13,5 m, legnagyobb átmérője 10 m. Az épület mára Kolomija jelképévé vált. A tojás formájú építményre kívülről és belülről is az ukrán húsvéti tojások motívumait festették, így ez számít a legnagyobb ukrán húsvéti tojásnak.

## Külső hivatkozások
- A Piszanka múzeum Kolomija város portálján (ukránul)
- A Piszanka múzeum az Ukrajna 7 csodája honlapon (ukránul)